# Зеленець (Великопольське воєводство)
Зеленець (пол. Zieleniec) — село в Польщі, у гміні Ходув Кольського повіту Великопольського воєводства.
Населення — 31 особа (2011).
У 1975—1998 роках село належало до Конінського воєводства.

## Демографія
Демографічна структура станом на 31 березня 2011 року:
|          | Загалом | Допрацездатний вік | Працездатний вік | Постпрацездатний вік |
| -------- | ------- | ------------------ | ---------------- | -------------------- |
| Чоловіки | 13      | 1                  | 10               | 2                    |
| Жінки    | 18      | 4                  | 10               | 4                    |
| Разом    | 31      | 5                  | 20               | 6                    |